# ۶۳۵ (میلادی)
۶۳۵ (میلادی) ششصد و سی و پنجمین سال تقویم میلادی است.

## درگذشتگان
‎